# Rayane Aabid
Rayane Aabid (sinh ngày 19 tháng 1 năm 1992) là một cầu thủ bóng đá chuyên nghiệp người Pháp hiện đang chơi ở vị trí tiền vệ cánh cho câu lạc bộ Thổ Nhĩ Kỳ Hatayspor.

## Sự nghiệp chuyên nghiệp
Aabid ký hợp đồng với Paris FC vào ngày 23 tháng 6 năm 2017, sau sự thăng tiến vượt bậc từ các giải hạng dưới của Pháp. Aabid đã có trận ra mắt chuyên nghiệp với Paris FC trong trận hòa 0–0 Ligue 2 với Clermont Foot vào ngày 28 tháng 7 năm 2017.

## Đời tư
Aabid là người gốc Maroc.

## Liên kêt ngoài
- Rayane Aabid tại Soccerway
- Bản mẫu:LFP
- L'Equipe Profile
- Paris FC Profile Lưu trữ ngày 2 tháng 10 năm 2017 tại Wayback Machine